# William Michael Herbert Greaves
Pour les articles homonymes, voir William Greaves (homonymie).
William Michael Herbert Greaves (10 septembre 1897 - 24 décembre 1955) est un astronome britannique ,. Il est surtout connu pour ses travaux sur la spectrophotométrie stellaire.

## Jeunesse
Il est né à La Barbade dans les Antilles, fils du Dr EC Greaves, médecin formé à l'Université d'Édimbourg. William Greaves fait d'abord ses études à la Lodge School et au Codrington College, tous deux à la Barbade, puis se rend en Angleterre pour étudier au St. John's College de Cambridge, où il obtient son diplôme de maîtrise en 1919 et devient boursier en 1922.

## Carrière
Il est élu membre de la Royal Astronomical Society en 1921.
De 1924 à 1938, il est l'assistant en chef à l'Observatoire royal de Greenwich . En 1938, il devient astronome royal d'Écosse et, en 1939, il est élu membre de la Royal Society of Edinburgh avec comme proposants James Pickering Kendall, Max Born, Edmund Dymond, Ruric Wrigley, Edwin Arthur Baker et Sir Edmund Taylor Whittaker. Il est secrétaire de la Société de 1940 à 1945 et vice-président de 1946 à 1949 .
Il reste astronome royal jusqu'en 1955 et est professeur Regius d'astronomie à l'Université d'Édimbourg pendant la même période. En 1943, il est élu membre de la Royal Society . De 1947 à 1949, il est président de la Royal Astronomical Society . Il reçoit la Médaille d'or Tyson pour l'astronomie et le Prix Smith en 1921. Le cratère Greaves sur la Lune porte son nom.
Il meurt dans le quartier Blackford d'Édimbourg le 24 décembre 1955.

## Famille
En 1926, il épouse Caroline Grace Kitto, et le couple a un fils, George Richard Herbert Greaves (1941-2008) qui devient lecteur en mathématiques à l'Université de Cardiff.